# Cheung King Wai
Cheung King Wai (chinesisch 張敬煒 / 张敬炜, Pinyin Zhāng Jìngwěi, Jyutping Zoeng1 Ging3wai5; * 3. September 1985) ist ein ehemaliger chinesischer Radrennfahrer aus Hongkong.

## Sportliche Laufbahn
Cheung begann seine Karriere 2005 bei dem Continental Team Purapharm aus Hongkong. Bei der Tour of South China Sea belegte er in seiner ersten Saison den 14. Platz in der Gesamtwertung. Bei den Asienspielen 2006 in Doha belegte er mit seinen Landsmänner Wong Kam Po, Kin San Wu und Chun Hing Chan, die allesamt bei derselben Mannschaft unter Vertrag standen, den siebten Platz beim Mannschaftszeitfahren. Kurz darauf gewann er die Goldmedaille beim 40-Kilometer-Punktefahren. Vier Jahre später, bei den Asienspielen 2010 errang er gemeinsam mit Cheung King-lok, Ki Ho Choi und Kwok Ho Ting die Silbermedaille in der Mannschaftsverfolgung. 2013 wurde er dreifacher nationaler Meister auf der Bahn sowie Straßenmeister von Hongkong. 2014 wurde er nochmals nationaler Meister auf der Bahn.
2016 beendete Cheung offiziell seine Radsportlaufbahn, trat aber 2018 nochmals bei der Straßenmeisterschaft von Hongkong an und belegte Platz 35.

## Erfolge

### Bahn
2006
- Asienspielesieger – Punktefahren

2010
- Asienspiele 2010 – Mannschaftsverfolgung (mit Cheung King-lok, Ki Ho Choi und Kwok Ho Ting)

2013
- Nationaler Meister – 1000-m-Zeitfahren
- Nationaler Meister – Keirin
- Nationaler Meister – Mannschaftsverfolgung (mit Fu Shiu Cheung, Kwok Ho Ting und Siu Wai Wo)

2014
- Nationaler Meister – Mannschaftsverfolgung (mit Leung Chun-wing, Ka Yu Leung und Lok Chun Wu)

### Straße
2008
- eine Etappe Tour of Hong Kong Shanghai

2013
- Nationaler Meister – Straßenrennen

## Teams
- 2005 Purapharm
- 2006 Purapharm
- 2007 Hong Kong Pro Cycling
- 2008 HSBC Hong Kong Team
- 2009 Hong Kong Team
- 2010 Hong Kong Team
- 2011 Hong Kong Team
- 2012 Hong Kong Team
- 2013 Team Hong Kong China
- 2014 HKSI Pro Cycling Team